# Tövsala församling
Tövsala församling (finska: Taivassalon seurakunta) är en evangelisk-luthersk församling i Tövsala i Finland. Församlingen hör till Åbo ärkestift och Nousis prosteri. Kyrkoherde i församlingen är Tiina Rautiainen. I slutet av 2021 hade Tövsala församling cirka 1 230 medlemmar. Församlingens verksamhet sker i huvudsakligen på finska.
Tövsala församling omnämns som en självständig församling redan år 1350. Senare har Iniö, Gustavs och Velkua församlingar avskilts från Tövsala församling. Församlingens huvudkyrka är Tövsala kyrka.